# ヒルデ・フォン・シュトルツ
ヒルデ・フォン・シュトルツ（Hilde von Stolz、1903年7月8日 - 1973年12月16日）は、オーストリア＝ハンガリー帝国の女優。

## 出演作品
- ほら男爵の冒険（ルイーズ・ラ・トゥール ）
- 間諜アゼフ
- たそがれの維納
- 唄へ今宵を